# Mike Manning (actor)
Michael Christopher Manning, más conocido como Mike Manning (Fort Lauderdale, Florida, 12 de abril de 1990), es un actor y modelo estadounidense conocido por sus papeles en series como Liv & Maddie y Crash & Bernstein; y Cloud9 y también por ser uno de los protagonistas del reality The Real World: DC.

## Modelaje
Manning es un modelo, su principal carrera. Hizo varias apariciones en programas de televisión,
mostrando su capacidad de modelaje. Fue galardonado con El premio coraje 2011, gracias a 
esta carrera.

## Actuación

### Crash & Bernstein
Manning apareció en "Party Crasher", el 5 de noviembre de 2012, en el episodio de Disney XD "Crash & Bernstein", interpretando al novio de Amanda.

### Liv & Maddie
Mannig apareció en un papel menor en la serie de Disney Channel, Liv & Maddie.

## Vida personal
Manning vive en Los Ángeles, California. Él disfruta de las actividades al aire libre como el esquí, wakeboard y surf.[cita requerida]
Manning es abiertamente bisexual. En junio de 2021 en los 48th Daytime Emmy Awards, Manning mencionó durante su discurso de aceptación que estaba casado, pero no compartió el nombre de su esposo, que trabaja en la industria financiera, por motivos de privacidad.

## Otros proyectos
Manning también produjo el cortometraje Camping Killer, así como la película de Black Hearts. Black Hearts ganó el premio a la "Mejor Comedia" en el Festival Internacional de Cine de Laughlin en octubre de 2013.

## Filmografía

### Cine
- The Call
- Dios no está muerto 3
- Black Hearts
- 2010 American Music Awards
- eCupid
- Gingerdead Man 3
- Los hermanos Sinclair
- Magdalena de Operación
- I Do
- Cloud 9
- Love is all you need?

### Televisión
- The Real World: DC
- Esta semana en la Realidad
- Crash & Bernstein
- Hawaii Five-0
- Major crimes
- Teen Wolf